# Paimionjokilaakso
Paimionjokilaakso este o arie protejată (arie specială de conservare — SAC, sit de importanță comunitară — SCI) din Finlanda întinsă pe o suprafață de 156 ha, integral pe uscat.

## Localizare
Centrul sitului Paimionjokilaakso este situat la coordonatele 60°30′42″N 22°41′35″E / 60.5117°N 22.6931°E.

## Înființare
Situl Paimionjokilaakso a fost declarat sit de importanță comunitară în august 1998 pentru a proteja 1 specie de animale. Situl a fost protejat și ca arie specială de conservare în aprilie 2015.

## Biodiversitate
Situată în ecoregiunea boreală, aria protejată conține 6 habitate naturale: Râuri naturale fino-scandinave, Cursuri de apă de la nivel de câmpie la nivel montan, cu vegetație Ranunculion fluitantis și Callitricho-Batrachion, Pajiști fino-scandinave uscate până la mezice, bogate în specii de altitudine mică, Liziere de ierburi înalte hidrofile de câmpie și de nivel montan până la alpin, Fânețe de joasă altitudine (Alopecurus pratensis, Sanguisorba officinalis), Păduri fino-scandinave bogate în ierburi cu Picea abies.
La baza desemnării sitului se află o specie protejată de  nevertebrate: Unio crassus.
Pe lângă speciile protejate, pe teritoriul sitului au mai fost identificate 2 specii de plante.